# Ceri Williams
Ceri Louise Williams ist eine walisische Fußballschiedsrichterassistentin.
Seit 2019 steht sie auf der Liste der FIFA-Schiedsrichter und ist an der Spielleitung internationaler Fußballspiele beteiligt, unter anderem in der Women’s Champions League und der Women’s Nations League.
Williams war unter anderem Schiedsrichterassistentin bei der U-19-Europameisterschaft 2023 in Belgien, bei der U-17-Weltmeisterschaft 2024 in der Dominikanischen Republik sowie bei diversen Qualifikations- und Freundschaftsspielen.